# Nemorilla ruficornis
Nemorilla ruficornis är en tvåvingeart som först beskrevs av Thomson 1869.  Nemorilla ruficornis ingår i släktet Nemorilla och familjen parasitflugor. Inga underarter finns listade i Catalogue of Life.